# Ceratopogon lactiepennis
Ceratopogon lactiepennis är en tvåvingeart som beskrevs av Zetterstedt 1838. Ceratopogon lactiepennis ingår i släktet Ceratopogon och familjen svidknott. Inga underarter finns listade i Catalogue of Life.